# Stéphanie Cabre
Stéphanie Cabre, née le 22 janvier 1976 à Prades (Pyrénées-Orientales), est une réalisatrice, journaliste et animatrice française. Elle vit à Montréal au Canada.

## Biographie
Après avoir été diplômée de l'Institut d'études politiques d'Aix-en-Provence, elle est recrutée par la chaîne d'information I-Télévision dès son lancement en 1999. Elle est dans un premier temps, rédactrice newsroom et présentatrice du bulletin météorologique, puis reporter et chroniqueuse. Elle officie également sur Canal+.
Elle fera ensuite ses armes de réalisatrice à l'agence CAPA de 2007 à 2009. Elle est chargée de fabriquer le "Journal de la semaine" dans "Extérieur Jour", l'émission de cinéma sur Canal+  présentée par Daphnée Roulier.   
En 2009, elle rejoint l'équipe éditoriale du Petit-Journal de Yann Barthès. 
De 2011 à 2013, elle présente l'été les matinales du Mouv', à Radio France, puis conçoit et anime l'émission radio hebdomadaire "Les Mireille sur le Mouv'", un talk-show 100% féminin.  
En 2011 elle se joint à l'équipe de l'émission culturelle "Entrée Libre" sur France 5 à France Télévisions, pour réaliser des portraits de personnalités de la culture. De 2014 à 2017 elle y signe également la rubrique quotidienne intitulée, "La Une". En 2016, elle tient aussi une chronique radio hebdomadaire dans l'émission de Laurent Goumarre, "Le Nouveau Rendez-Vous" sur France Inter.    
En 2017, elle signe, en co-réalisation, son premier film documentaire « Absolument Trans ». Depuis, elle a multiplié les projets de création liés à la sphère de l’Internet, et la pop culture. Réalisatrice et rédactrice en chef, elle a collaboré avec de nombreux diffuseurs et médias en France et au Québec : Arte, Urbania, Radio-Canada, Le Huff Post.    
En 2021, elle est l'autrice et la réalisatrice de la série documentaire « Emoji-Nation »,,,, un langage sous influence,, une coproduction France-Canada.

## Filmographie
Documentaires
- 2017 : Absolument Trans[18]
- 2021 : Emoji-Nation[19]